# Teoria e storia della storiografia
L'opera Teoria e storia della storiografia è una raccolta di brevi testi che Benedetto Croce aveva già pubblicato in riviste filosofiche specializzate italiane tra il 1912 e il 1913.
Il volume stampato originariamente in Germania col titolo Zur Theorie und Geschichte der Historiographie, nel 1915, fu pubblicato in Italia nel 1917 ampliato con tre brevi saggi.
Nel 1927 fu aggiunta al libro la parte dei Marginalia, consistente in annotazioni esplicative.
In una successiva edizione dell'opera Croce nell'Introduzione avvertiva il lettore che un «completamento alla Teoria e Storia della Storiografia ho dato col libro: La Storia come pensiero e come azione (1938), e con i "Paralipomeni" raccolti nell'altro volume: Il carattere della filosofia moderna (1941)».

## Il perché dell'opera
Nella prefazione all'opera, Croce spiega al lettore perché consideri la sua opera come un "quarto" volume della "Filosofia dello Spirito" da non considerare superfluo e ridondante ma «piuttosto approfondimento ed ampliamento alla teoria della storiografia già delineata in alcuni capitoli della seconda parte, ossia della Logica.»
Se egli quindi riprende il tema già trattato lo fa perché ritiene che tutta la vita dello Spirito «è svolgimento e storia» e quindi «ripigliare di proposito, dopo il lungo giro compiuto, il discorso sulla storiografia, traendolo fuori dai limiti della prima trattazione, era la più naturale conclusione che si potesse dare all'opera intera.»

## La struttura dell'opera
L'opera è divisa in quattro parti:
- Teoria della storiografia
- Tre appendici aggiunte al testo italiano e che mancano in quello in tedesco
- Storia della storiografia
- Le Marginalia fanno da conclusione.

### Teoria della storiografia

#### La storia contemporanea
La prima questione affrontata tratta della Storia contemporanea. La contemporaneità però è tale solo nell'attimo presente che sarà immediatamente sostituito da un altro.
Dunque come può darsi una storia contemporanea?

Croce ritiene che la contemporaneità di cui tratta la storia non è quella impossibile degli eventi che si svolgono nel tempo ma quella che riguarda quegli avvenimenti che il pensiero dello storico sta pensando alla luce dei documenti che sta analizzando.
Chiarirà ulteriormente in un'opera successiva che «Il bisogno pratico, che è nel fondo di ogni giudizio storico, conferisce a ogni storia il carattere di "storia contemporanea", perché, per remoti e remotissimi che sembrino cronologicamente i fatti che vi entrano, essa è, in realtà, storia sempre riferita al bisogno e alla situazione presente, nella quale quei fatti propagano le loro vibrazioni.»

#### Documenti e narrazione
Ma non bastano i documenti a fare la storia; occorre che questi rientrino nella interpretazione storiografica dello storico attraverso la narrazione che egli ne fa.
Documentazione e narrazione costituiscono un nesso inscindibile per la storia altrimenti se quel nesso si rompe «...ciò che resta non è più storia (perché la storia altra non era che quel nesso), e si può seguitare a chiamare storia solo a quel modo che si chiama ancora uomo il cadavere di un uomo, non perciò quel che resta è nulla [...]» è semplicemente cronaca.

#### La cronaca
La cronaca è l'insieme dei documenti a disposizione della narrazione storica ma questa è preminente poiché prima viene la storia viva e poi la cronaca morta e sarebbe inutile per la storia conservare negli archivi e nelle biblioteche i documenti morti che potranno al più servire per la cronaca.

#### Le pseudo storie
Una falsa storia è quella che egli chiama la storia filologica, che si basa sulle tradizioni e i documenti. Anche questa non è storia ma semplicemente cronaca, una elencazione di eventi senza l'interpretazione di ciò che i documenti attestano.
Un'altra pseudo storia è la storia poetica, che pretende basarsi come la storia antica, ma anche quella rinascimentale e risorgimentale, sui valori individuali.
Anche qui siamo di fronte a una falsa storia: «per convertire la biografia poetica in biografia veramente storica bisogna reprimere, come si suol inculcare ai biografi, i nostri amori, le nostre lacrime, i nostri sdegni, e ricercare a quale ufficio abbia adempiuto l'individuo, di cui si narra la vita, nell'opera sociale o della civiltà; e il medesimo deve farsi per la storia nazionale e per quella dell'umanità, e per qualunque ordine di accadimenti: bisogna superare, ossia trasformare, i valori di sentimento in valori di pensiero.»
Infine vi è la storia oratoria, pseudo storia che viene recitata per suscitare buoni sentimenti in chi l'ascolta per incitarlo ad agire nel modo voluto dallo storico oratore, alterando così la funzione principale della storia che mira alla conoscenza e non alla pratica.
Si invoca da più parti, dice Croce, una riforma della storia, ma la storia viva non ha nessun bisogno di essere riformata. Sono le pseudo storie che sentono la loro inadeguatezza e che proclamano la necessità di essere riformate. Invero esse non vanno riformate ma eliminate.

#### La storia universale
Assurda poi è la pretesa di scrivere una storia universale quando è già arduo delineare l'intera vita di un singolo personaggio. È impossibile conoscere tutti gli eventi che si sono susseguiti dall'origine del mondo sino alla contemporaneità.
Ma poi, anche se fosse possibile delineare una storia universale questa risulterebbe inutile proprio per la sua vastità.
Molto meglio concentrare le forze sulle piccole storie anche perché «la via del processo all'infinito è larghissima al pari della via dell'inferno, e, se non conduce all'inferno, conduce di certo al manicomio.» E non sarebbe neppure una rinunzia quella di mettere da parte il tentativo di scrivere una storia universale perché «... si rinunzia a cosa, che non si è mai posseduta perché non si poteva possedere; e che perciò tale rinunzia non è punto dolorosa».

#### Storia e filosofia, filosofia e storia
Come ogni particolare per essere inteso deve riferirsi all'universale e questo acquista significato concreto se riportato ai particolari, così la storia vera è sempre quella pensata dallo storico, riportata nella sua particolarità ad un significato universale che a sua volta avrà bisogno di essere riferito ad eventi particolari per avere senso, così come ad esempio accade se si chiede a chiunque quale sia l'oggetto della poesia, non sarà certo risposto Dante o Shakespeare, ma la Poesia stessa (cioè un universale). Ma per parlare della poesia, nessuno mai parlerà della Poesia, bensì si parlerà, appunto, dei vari autori (un particolare).
Ogni storia dunque riporta alla filosofia, ogni evento storico è contemporaneo perché interpretato alla luce delle concezioni filosofiche del tempo attuale così come la filosofia è sempre quella incarnata da un filosofo storicamente determinato, vissuto nel suo tempo ma che viene considerato alla luce degli interessi filosofici attuali per cui ogni storia della filosofia è filosofia.

#### Il determinismo storico
L'assurdità di voler cercare nella storia le cause prime degli eventi è tipica del determinismo storico che di fronte all'impossibilità di risalire nella catena cause-effetti alla causa prima sostiene che lo storico si limiterà a ricercare le cause "prime-prossime" quelle cioè che gli siano più vicine nel tempo. Il che vuol dire spostare arbitrariamente il problema non risolverlo.
Non diversamente operano gli storici che ricercano il fine ultimo degli eventi che incappano nella stessa difficoltà dei deterministi: ricercare un significato ultimo di una complessità di fatti così come i deterministi cercavano di concatenare tutti i fatti insieme.
In realtà è la mente dello storico che pensa e costruisce il fatto. Che dunque non è un punto di partenza per la ricerca storica, ma è la storia stessa. Non va dunque cercata una causa o un fine al di fuori dei fatti, perché è già tutto insito in loro.

#### La positività della storia
Nella storia è errato credere ad una presenza del negativo, del male, ma vi è invece sempre un progresso inarrestabile che fa della negatività un gradino su cui esercitare la forza del positivo. Se così non è stato nella visione storica questo è accaduto per l'insufficienza dell'analisi storica, che ha portato a condanne arbitrarie come quella nei riguardi del Medioevo, condannato nel Rinascimento ed apprezzato invece nel Romanticismo.
Una storia solo negativa è una non storia, una pseudo storia poetica dove prevalgono i sentimenti e i giudizi morali.
Certamente esistono nella storia periodi critici, ma questi vanno considerati non in sé bensì come momenti di passaggio da un periodo, per certi aspetti positivo, ad un altro migliore.

#### La storia umanistica
La storia umanistica è quella che fa protagonista degli eventi storici il singolo uomo capace di operare grandemente in base alla teoria delle «piccole cause e dei grandi effetti», che non ha senso se non si suppone l'intervento sull'agire del singolo di un'entità esterna, che il più delle volte viene indicata nella Provvidenza che guiderebbe la storia dell'uomo.
In realtà c'è un elemento che fa parte della storia umana e le dà un significato superiore alla storia degli individui: «l'umanità comune agli uomini, anzi all'universo tutto, che tutto è umanità, cioè spiritualità.»

#### Storia delle masse o degli individui
Da qui nasce un nuovo problema, quello del dualismo che è stato creato tra Storia delle masse e Storia degli individui: problema che, o è una follia, o è un falso problema: se per massa s'intende un insieme d'individui, allora è una follia, perché non può esistere una storia di un insieme d'individualità; se invece per massa s'intende lo spirito che guida l'insieme degli individui, allora è un falso problema, perché si parla della Provvidenza.
Da questo problema, Croce prende spunto per criticare chi pensa di poter fare una storia sociologica: «chi taglia fuori dalla storia gl'individui, osservi bene, e si accorgerà che o non li ha tagliati punto via, come immaginava, o ha tagliato fuori, con essi, la storia stessa».

#### Storia ed erudizione
Croce continua la sua opera, tornando all'inizio, ovvero ponendosi la domanda di chi ha deciso finora, e con che mezzi cosa fosse storia e cosa non lo fosse.
La risposta sono gli eruditi: uomini che sceglievano cosa fosse storia e cosa no, unicamente sulla base dei loro interessi e delle loro idee, confondendo la storia con l'erudizione.
Infatti, io posso anche decidere di studiare solo una parte di storia, ma non per questo il resto non lo è. Non si può certo fare la differenza tra fatti storici e fatti non degni di essere storia.

#### La periodizzazione storica
Altro discorso Croce lo fa riferendosi alla periodizzazione della storia: è ovvio che serva una periodizzazione per meglio pensarla, ma ciò non vuol dire che questa sia reale.
È, infatti, indubbiamente più comoda la suddivisione in Storia Antica, Medievale, Moderna e Contemporanea, rispetto al dover parlare di un'unica storia dagli antichi ai giorni nostri; ma cosa succederà tra mille anni? Cosa ci sarà dopo la storia contemporanea? Una contemporaneissima?
È forse più facile che siano riviste le periodizzazioni e, magari, anche i nomi dati ai diversi periodi.
Ed è importante smantellare la valenza ontologica che diedero i cristiani ai vari periodi: è assurdo pensare alla storia come a una vita sulla falsariga di quella umana: la storia non ha un inizio, e non ha una fine.
Legato a questo, Croce parla della distinzione e della divisione della Storia: una distinzione all'interno della Storia non esiste, e non potrà mai esistere, perché non si può, ad esempio, distinguere la materia storica dalla forma storica.
Altro discorso, invece, è quello riguardante le divisioni: è lecito, e anche più comodo, dividere la storia in vari periodi, o in varie materie, sempre che non si metta in discussione che si sta sempre e comunque parlando di un unicum.

#### La storia della Natura
Per finire la prima parte di trattazione della teoria della storiografia, Croce si pone il problema della "Storia della Natura" che dovrebbe ritenersi una storia astratta in quanto la natura considerata nella sua interezza è un'astrazione.
Ma in realtà, l'uomo e la natura dinanzi al pensiero storico non hanno nulla di diverso, e dunque non può esistere una storia della natura che prenda le mosse dall'astratto. Questa è solo un'altra pseudo storia.
La verità è che la natura allo stesso tempo non ha storia e l'ha: la natura come ente di ragione ed escogitazione astratta non ha storia, perché non è nulla di reale; allo stesso tempo la natura ha storia, perché facendo parte della realtà, unica e sola, ha uno svolgimento e una vita, e dunque ha anche una storia.

### Storia della storiografia
La storia della storiografia scritta da benedetto Croce è peculiare, perché più che una storia vera e propria sembra una riesposizione da un punto di vista cronologico delle teorie espresse nella prima parte dell'opera.

#### Erodoto e Tucidide
Croce inizia stravolgendo le origini stesse della storiografia: i compilatori di elenchi cronologici, dice, non erano altro che cronisti.
Erodoto, in quanto storico-poeta, non era un vero storico.
Secondo Croce il primo vero storico fu Tucidide, che per primo cercò di analizzare le fonti per capire quali fossero vere e quali no e condusse la sua ricerca impegnandosi nella stessa realtà storica.
Tucidide fu, insomma, il primo che intuì quale fosse veramente il compito di uno storico. Nondimeno, mancò in lui e in tutta la storiografia antica la ricerca su come si siano formati i concetti e i sentimenti nel corso della storia, il che costituisce parte del vero compito dello storico. Mancanza, questa, che non fu percepita come tale da parte degli storici antichi, che per questo sono da biasimare.

#### Aristotele
Nell'incipit dell'opera di Tucidide Croce aveva visto degli accenni all'evoluzione del pensiero storico, ovvero del passaggio da una falsa storia al vero modo di fare storia, propugnato da Tucidide stesso.
In Aristotele, invece, riconosce il segnale di un altro cambiamento che sta avvenendo nel mondo classico: nel primo libro della Metafisica, in particolare, vede l'evoluzione del pensiero filosofico greco verso la giusta direzione. D'altra parte si rende anche conto di come la filosofia non abbia mai ricercato il concetto di spirito, e per questo è stata sempre vista come antistorica.

#### Catone e Polibio
Nota inoltre come la storia del pensiero, soprattutto romano, sia percorso da un'onda amara nei confronti della storia, il cui paladino è Catone: un eterno rimpianto del passato, che nulla ha a che vedere con la storia.
Prima di terminare il suo ragionamento sulla storiografia greco–romana, Croce fa un accenno a Polibio, che considera lo storico che si sia maggiormente avvicinato al giusto modo di fare, ma che, non essendoci riuscito, va criticato al pari de suoi predecessori.

#### La storiografia medioevale
Se parlando della storiografia greco–romana la si può intendere come una storia umanistica, per la storiografia medioevale bisogna parlare di una caduta, di un passo indietro: la divinità si mescola antropomorficamente alle faccende degli uomini, e il mito e il miracolo, già presenti presso gli antichi, diventano più complessi di prima, dato che diventano un pensiero e un pregio spirituale comune a tutti gli uomini, le cui virtù sono al centro di tutto e riconducibili tutte alla fede in Dio.
La storia di questo periodo è una storia della verità, perché storia del Cristianesimo, e pervasa dalla provvidenza che guida l'uomo verso un fine ben preciso: Dio. Un Dio che, però, nel pensiero degli uomini medievali è incompleto, vista la massiccia presenza di prodigi e miracoli che servono a spiegare tutto ciò che non ha una spiegazione razionale.
Nel Medioevo la storia era vista al pari della vita di un uomo: aveva un inizio, delle fasi spirituali al suo interno, grazie alle quali si evolveva, e poi arrivava alla morte, che nel caso della storia era il Giudizio Universale: una data non ancora stabilita, ma che certamente sarebbe arrivata, presto o tardi.
Ma la Storia veniva anche vista come il dramma spirituale della comunità, e questo provocava l'indebolimento del falso concetto antico ed eteronomo della storia indirizzata a somministrare degli insegnamenti. Ed essendo un dramma, il modo più utilizzato per raccontarlo, era l'epica.
Nel Basso Medioevo ci fu uno sviluppo alla razionalizzazione della storia, che contenne molti meno miti e allegorie. E nel momento in cui non ci furono più le storie fantastiche, ma delle cronache attente, ci fu la negazione del miracolo cristiano; negazione che portò alla nascita di un nuovo modo di pensare: il Rinascimento.

#### La storiografia rinascimentale
La storiografia rinascimentale viene criticata aspramente da Croce, accusandola di non aver fatto altro che ricercare costantemente di tornare al fantomatico modello degli antichi, con l'unica conseguenza di fare un passo indietro nella conoscenza storica.
Anche perché l'esperienza medioevale non era passata senza lasciare tracce. Non di meno ci fu chi, come il Machiavelli, cercò di andare oltre «il paludamento troppo ricco di pieghe e di strascichi», e individuò l'errore commesso dai suoi contemporanei.
Tuttavia, anche in lui persistevano dei residui inevitabili del passato, come il forte pragmatismo delle sue opere (basti pensare al Il principe) e la sua ricerca del fine ultimo non dentro la storia stessa, ma fuori di essa.
Dal mondo medievale quella rinascimentale prendeva la forte presenza di un'entità superiore, che non è più il Dio medioevale, ma l'Umanità.
Non mancò, inoltre, un ricorso smodato alla storiografia poetica, al fine di esaltare le virtù dei personaggi storici.

#### La storiografia illuministica
La storiografia che seguì quella rinascimentale, ebbe un procedere spregiudicato e radicale, spingendo all'estremo la duplice aporia dell'antichità e del Medioevo, e distruggendo la parvenza di copia del mondo greco–romano che aveva in origine: all'autorità degli antichi che rappresentavano la Ragione del loro tempo, segue l'autorità della Ragione stessa; all'umanismo (che considerava positivamente solo alcuni popoli) si sostituisce l'umanitarismo (il culto dell'umanità).
Il tutto sottoponendo sotto un'aspra critica di tutto ciò che viene dal passato, al fine di scoprire cosa ci fosse di vero, e cosa invece fosse solo frutto della fantasia e delle false credenze degli antichi.
È questo il periodo in cui «il sole della Ragione è alto sull'orizzonte e rischiara gli intelletti», ma non di meno il pensiero cristiano–teologico persiste e anzi si potenzia: il progresso non aveva uno svolgimento, ma era un tirarsi fuori dal passato che è visto con sommo disprezzo.
Ci fu così chi, come Rousseau, vide l'ideale della Ragione, non come ideale da raggiungere nel futuro, ma come lo stato che c'era nel passato preistorico, in quello "stato di natura" da cui poi la storia si era discostata.
Ma per Croce questo è solo un esercizio retorico: considerando che lo stato di natura non è mai esistito nella realtà che si è fatta storia, rimane allora sempre e comunque un ideale da raggiungere nel futuro.
Ma con questi presupposti, cos'è l'illuminismo se non un cristianesimo ateo? Basta invertire Dio con la Ragione, e tutto rimane inalterato.
In ugual modo crebbe notevolmente l'aporia storiografica antica del pragmatismo: esempio lampante è Voltaire, che loda Machiavelli e il suo modo di fare storia. E con il pragmatismo rimase quel fine estrinseco che portò alle stesse conseguenze antiche e rinascimentali: la storia oratoria.
La storiografia illuministica fu una storiografia fatta di eccessi ed esagerazioni, ma fu comunque un passo in avanti rispetto alla storiografia rinascimentale: «Il Voltaire storiografo meritava di essere difeso perché egli avvertì in modo vivo il bisogno di riportare la storia dall'esterno all'interno e si sforzò di appagarlo.».
Per Croce gli illuministi furono i primi a capire che la storia, quella vera, era altra cosa rispetto a quella raccontata fino allora. Furono inoltre i primi ad accostarsi in maniera corretta alle storie speciali (che si moltiplicarono e perfezionarono): non storie distinte tra loro, ma divise.
Inoltre gli Illuministi misero a frutto i vari reperti e documenti che gli esploratori rinascimentali avevano riportato dai loro viaggi, ampliando cronologicamente e territorialmente la portata dei loro studi.
Inoltre, grazie al loro senso critico, gli illuministi affinarono il pragmatismo antico, assottigliandolo e spiritualizzandolo, cadendo a volte in eccessi dovuti a una scarsa chiarezza.
Venne così a crearsi uno Spirito, che aleggiava su tutto, e che secondo il campo di riferimento, assumeva ora un significato, ora un altro; ed era uno Spirito “salterino”: non procedeva nel corso della storia con un moto ripercorribile, ma saltava da un periodo all'altro, presentandosi con gradi diversi, ed essendo totalmente assente per lunghi tratti, o in molti luoghi.

#### La storiografia romantica
La reazione a questa storiografia fu il Romanticismo, con la sua storiografia nostalgica e quella restauratrice.
Sarebbe riduttivo far consistere la storiografia nostalgica solo in alcune opere, considerando che fu un sentimento che pervase direttamente gli animi delle persone a tal punto che venne a crearsi un nuovo genere letterario: il romanzo storico.
Questa per Croce non può essere considerata una vera storiografia, ma piuttosto una pseudo – storiografia, quella poetica.
Per quanto riguarda la storiografia restauratrice, si nota come lo spirito fosse di cercare le proprie basi nel passato, e appoggiarsi a esse senza nuovi studi o approfondimenti, e fu una storiografia che influenzò notevolmente la politica, l'economia e gli studi a esse collegate (basti pensare a Marx e al suo socialismo).
Come ovvio, neanche questa può essere considerata come la vera storiografia del Romanticismo, che si concentrò in modo polemico sulla forma del pensiero illuministico: non ci sarà più, dunque, il dualismo precedente, né uno Spirito salterino, bensì ci sarà il concetto di "svolgimento" della storia. Concetto che prima di allora solo pochi filosofi isolati avevano utilizzato, ma capendone appieno le implicazioni.
Implicazioni che risaltano e sono al centro del sistema hegeliano, che sovrasta ogni altro schema, compreso il positivismo evoluzionistico di Auguste Comte, o gli studi di Schopenhauer.
Ora la Storia, per la prima volta, viene vista in maniera vicina al vero, ossia come svolgimento necessario, e come tale non accusabile degli accadimenti negativi al suo interno.
Grande merito c'è, inoltre, per lo sforzo fatto nel cercare un organico congiungimento di tutte le singole storie di valori spirituali (valori che vengono ora messi al centro della storia).
E, inoltre, grande riconoscimento va a chi capì che gli eruditi non potessero essere che storici, e viceversa, formando così dei sapienti che riunirono in sé filosofia e filologia.
Grazie a quest'opera, questo secolo fu, giustamente, chiamato "Secolo della Storia", anche in considerazione del fatto che molte delle pseudo storie individuate da Croce, furono già accantonate come erronee dai romantici.
Nondimeno questo secolo non fu esente da gravi errori: basti pensare che la filosofia della storia, intesa come quella che Croce aveva avversato tra le pseudo storie, nacque proprio in seno agli storiografi romantici, che cercarono con questa formula di salvare quel poco che per loro c'era di buono negli storiografi precedenti, quando, invece, questo poco non esisteva.
Oltretutto, alcuni tra i più fervidi propugnatori di questa filosofia della storia, non si accorgevano che, di fatto, il loro ideale li avrebbe portati a cercare di eliminare proprio quell'erudizione che era, invece, alla base delle loro stesse teorie. E, sempre a causa di questa filosofia della storia, tornarono prepotentemente alla ribalta quelle storie universali che erano state, invece, faticosamente fatte sparire dalle menti degli storiografi nei secoli precedenti.
L'età romantica fu, insomma, per Croce un'età contrastata al suo interno: si passava da chi era stato a un passo dal capire quale fosse la vera Storia, a chi, invece, vanificava questi passi in avanti con altrettanti, se non di più, passi indietro.
La filosofia della storia, aveva fatto saltare tre punti che sono, invece, basilari per la vera Storia: l'integrità degli avvenimenti storici; l'unità della narrazione con il documento e l'immanenza dello svolgimento.

#### La storiografia positivista
E proprio da questi tre punti partono le tre critiche che, insieme, formano la storiografia positivista.
La prima cosa che i positivisti criticano duramente è l'unione di storia e filosofia, seguendo il motto «La Storia debba essere storia, e non già filosofia»; e criticano, inoltre, il ricorso smodato alle storie universali, alle quali preferiscono quelle particolari.
La storiografia positivista si può, in ogni modo, suddividere in tre filoni: gli storici diplomatici, i filologi e i filosofi.
I primi erano propugnatori della teoria «della via di mezzo»: non c'erano mai da parte loro delle chiusure decise nei confronti di qualcuno, o di una qualche teoria, ma c'era sempre un qualcosa di vero in quello che tutti dicevano.
I filologi propugnavano un ritorno allo studio dei testi come univoca fonte del sapere.
I filosofi, infine, furono i creatori della sociologia, andando a ricercare le cause ultime di tutto nel comportamento degli uomini.
Inutile a dirsi, queste tre visioni avevano più punti di discordia che in comune: ad esempio, gli storici erano fortemente contrari all'erudizione nuda e cruda propugnata dai filologi, che d'altro canto accusavano gli storici di un'eccessiva disinvoltura negli studi e nelle faccende umane; i filosofi, infine, criticavano storici e filologi perché, a loro modo di vedere, erano futili, e guardavano le cose unicamente in superficie.
Tutti e tre erano, però, d'accordo su una ferma opposizione alla trascendenza nella storia, e alla possibilità che la storia e la filosofia potessero formare una materia, anche solo di studio, unica.
Indubbiamente, per Croce il Romanticismo è molto migliore del Positivismo, che non è, però, tutto da buttare. Alcune cose, infatti, erano state mantenute dal Romanticismo (quali lo svolgimento, chiamato ora Evoluzione o le diverse fasi della storia), o addirittura migliorate (come la connessione tra gli ideali, che ora viene cercata nella maniera più organica possibile).
Un caso a parte lo merita la connessione tra spirito e natura: questo dualismo era stato lasciato aperto dai romantici, per cui era lo Spirito che, alla fine, sovrastava la natura; ora, invece, per i positivisti è il contrario: la Natura che sovrasta lo Spirito.
La realtà, però, è che sono in errore entrambi: questo dualismo non dovrebbe esistere, essendo entrambi parti di un unicum, che dovrebbe essere indissolubile.

### Ultime considerazioni
Per concludere il suo libro, Croce fa un breve accenno a quella che è la nuova filosofia del suo periodo: una filosofia che riprende le forme migliori del Romanticismo, sopravvissute al Positivismo, dichiarato fallito dagli stessi ultimi positivisti.
Non sa come trattarla, perché non può dirla finita, però non può neanche far finta che non esista, e dunque ricorre a brevi accenni: dice che è una filosofia che richiede di guardare dentro sé, e non al di fuori, e che dichiara che la Realtà è Spirito.
Prendendo le mosse da un libro di Storia appena uscito, Croce dice anche che bisogna trovare il giusto mezzo tra l'universalismo e il particolarismo, ma non ci dice come fare. Ma di una cosa è certo: alla fine, tra tutte le teorie filosofiche ha prevalso, almeno per ora, l'Hegelismo.

#### I Marginalia
A concludere veramente il libro ci sono I Marginalia, ovvero una serie di appunti e riflessioni fatte da Croce durante la stesura dell'opera, o in momenti successivi.
Indubbiamente l'appunto più importante è quello riguardante la storia etico – politica, ovvero quella da lui propugnata: per lui la storia deve puntare soprattutto sui valori morali e ideali, e sulla vita civile.
Precisa, inoltre, che la sua non è una ricerca della "storia più storia delle altre", ricerca molto comune, invece, in quel periodo, ma un'indicazione di studio per chi, invece, cerca una storia che sia la più vicina possibile all'uomo.  Così una storia della vita morale e della Civiltà.